# じぶんでつくる ニンテンドーDS ガイド
『じぶんでつくる ニンテンドーDS ガイド』（じぶんでつくる ニンテンドーディーエス ガイド）は、任天堂より2010年11月17日に無料配信された、ニンテンドーDSiウェア用の音声ガイド制作ソフト。
ニンテンドーDSiまたはニンテンドーDSi LL本体で撮影した写真と録音した音声を組み合わせて音声ガイドデータを作り、ほかのニンテンドーDSシリーズ本体（ニンテンドーDS/Lite/DSi/DSi LL）に向けて配信することができる。ニンテンドーDSシリーズと互換性があるニンテンドー3DSシリーズにも対応している。

## システム
※本項ではニンテンドーDSシリーズを基準に記述している。ニンテンドー3DSシリーズでも基本的には同様に使用できるが、違いについては後述の「ニンテンドー3DSシリーズでの使用」を参照。
ガイドのデータの配信には、基本的にニンテンドーDSiまたはDSi LL本体が2台必要で、片方はガイドを閲覧するために必要なソフトを配信する「再生ソフト配信機」、もう片方はそのソフトに写真や音声のデータを配信する「データ配信機」として使用する。一方、ガイドのデータを受信する「受信機」には前述のようにニンテンドーDSシリーズ4種が使用でき、本体メニュー画面の「DSダウンロードプレイ」で再生ソフト配信機からソフトをダウンロードして起動した後、データ配信機が配信しているデータを選択することで利用可能となる。
写真データは、ニンテンドーDSi/DSi LLの本体内蔵ソフト『ニンテンドーDSiカメラ』で撮影し本体メモリに保存されたものから選択する。音声データの録音は、本作の中の指示に従い本体のマイクを使って行う。写真データを設定した番号のところに音声データが格納された枠をタッチパネル操作でスライドすることで個別のガイドデータが完成する。作成後のデータは、個別に指定して再生する「プレビュー」か全てのデータを連続で自動再生する「スライドショー」で内容を確認できる。
編集モードは「カンタン」と「高度な設定」の2種類で、以下のような違いがある。編集の途中でカンタンから高度な設定にモードを切り替えることはできるが、その逆はできない。
カンタン
- 音声データの時間と個数の最大値は30秒×30個。

高度な設定
- 音声データの時間と個数の最大値は30秒×30個、15秒×60個、10秒×90個のいずれかから選び設定する。編集開始後は変更不可。
- 指定したガイドデータ番号から4つのデータを連続で再生する「連続設定」機能。
- 複数台のデータ配信機を使用する場合の設定。各データ配信機に含まれるガイドデータの合計は180個が上限。

### ニンテンドー3DSシリーズでの使用
- DSiから3DSへのデータの引っ越しはできず、3DS向けのニンテンドーeショップからソフトをダウンロードする必要がある。
- 3DSでは、本体内蔵ソフトの『ニンテンドー3DSカメラ』で撮影した写真データのほか、本体に挿しているSDメモリーカードに入っている画像データを本体保存メモリにコピーすることでも使用できる。
- 受信機として用いる場合には、HOME画面の「ダウンロードプレイ」からデータを受信し、以降はニンテンドーDSシリーズと同様に利用できる。

## イクスピアリ・ニンテンドーDSガイド
東京ディズニーリゾート内のショッピングモール「イクスピアリ」では、『じぶんでつくる ニンテンドーDS ガイド』の配信以前の2009年4月25日から2010年1月11日の期間に、プロトタイプ版のソフト『イクスピアリ・ニンテンドーDSガイド』が配信された。ニンテンドーDS本体の「DSダウンロードプレイ」の機能を用い、「IKSPIARI ニンテンドーDSガイド」のステッカーが貼られているイクスピアリ内各所でダウンロードすることができた。
DS本体の画面にはイクスピアリ内の地図が表示され、各店舗・施設の詳細情報の確認や、様々な条件を指定し検索する道案内機能を利用できる。また、最大16人の仲間をメンバー登録し、その仲間の位置を地図上で確認したり、伝言板機能を用いた手書きメッセージのやり取りを行ったりすることができる。
伝言板に送られてくるアンケートに答えたりイクスピアリ内を移動したりすることで「IKS（イクス）」というポイントが貯まっていく。このポイントは、イクスピアリ内の特定の場所でクイズや妖精探しのゲームをする際に利用でき、ゲームをクリアするごとに「メダルのかけら」が手に入る。メダルのかけらは3つ集めると1枚のメダルとなり、このメダルを8枚集めることが散策の目標にもなっている。

## 開発
任天堂は、ニンテンドーDS本体をユーザーに持ち歩いてもらいたいとの考えから『nintendogs』や『東北大学未来科学技術共同研究センター川島隆太教授監修 脳を鍛える大人のDSトレーニング』などのソフトを制作していたが、その延長として、DS本体をショッピングモールや美術館などの公共の場で使えるようにするという「DSのパブリックスペース利用」の提案が任天堂の宮本茂から社内の情報開発本部に示された。対応を検討する中で、東京ディズニーリゾートを運営するオリエンタルランドと宮本が偶然話をする機会があり、そこで、比較的自由に実験できる場所としてイクスピアリを提案された。これを受けて、情報開発本部東京制作部の清水隆雄を中心とするチームにより実験が行われることになる。全てのDSでサービスを受けられるようにダウンロードサービスにするという方針を基に、DSに搭載されている4メガバイトという限られたRAM容量を用いた試作や、宮本も参加しての実証実験が行われた結果、GPSを使わなくても無線LANのアクセスポイントからDS本体までの電波強度だけで高精度の位置推定ができることがわかり、前述のナビゲーションや伝言板、ゲームなどの要素に繋がった。
これと並行して、施設を限定せず色々な公共施設で簡単に使えるシステムの模索も行われた。過去に『Wii Fit』などを宮本と手掛けた澤野貴夫により、無線LANを使わずにDSを親機として何台のDSに音声ガイドを配信できるかの検証が社内の一室で実施され、結果、3台の親機で20台ほどに同時配信できることがわかった。また、京都の美術展示施設でも実証実験を行い、問題なく使用できることが示された。その後、公共施設向けの営業活動を行う中で水族館の海遊館と新江ノ島水族館が実験に協力することになり、それぞれ2010年4月と5月より、業務用の『ニンテンドーDSガイド』の運用が開始された。また、2010年1月27日から31日まで開催された京都精華大学ビジュアルデザイン学科の卒業制作展でも実験が行われた。